# Обединение на българските патриоти
Обединение на българските патриоти (ОБП) е българска националистическа политическа партия, учредена на 12 юли 2008 г. от членове на Съюза на българските командоси и официално регистрирана на 10 октомври 2008 г. Председател е проф. Юлий Абаджиев. Ядрото на партията е съставено от военни.
ОБП участва самостоятелно на парламентарните избори през 2009 г. с бюлетина №16 и печели 0,05% от гласовете (2175 гласа).